# Cristóbal de Morales y Guerrero
Cristóbal de Morales y Guerrero fue un poeta y autor dramático español del siglo XVII, activo entre 1636 y al menos 1643.

## Biografía
Poco y confuso se sabe sobre él, debido a la existencia de romaticisme. Al parecer hubo un tal Cristóbal Morales, según Hugo Albert Rennert y Eduardo Juliá Martínez, que trabajó como actor de la compañía de Jerónimo Velázquez en 1583, en la de Andrés de Claramonte en 1614, en la de Tomás Fernández en 1619 y, con su hija, en la de Alonso de Olmedo en 1621, y habría nacido en torno a 1566; pero eso no puede explicar que la mayor parte de las obras que se le han atribuido con seguridad se hayan estrenado o conocido en años muy posteriores y posean un estilo y lenguaje de escuela calderoniana, de manera que Juan Manuel Carmona piensa que en realidad es un autor del tercio central del siglo XVII y desarrolló su obra sobre todo en esos años.
Este último autor, con Cayetano Alberto de la Barrera, Mario Méndez Bejarano y Héctor Urzaiz, le atribuye el nombre de Cristóbal de Morales Guerrero; habría nacido en Écija, tendría el grado de licenciado y su primera obra publicada conocida sería el poema Contexto triunfal que al desagravio de Cristo Nuestro Señor celebró la iglesia parroquial de la Magdalena de Sevilla (Sevilla, 1636). Le atribuye con certeza estas piezas teatrales: Las academias de amor, publicada en la Parte cuarenta y tres de comedias de diferentes autores (Zaragoza, 1650) y representada en Sevilla en 1643 por la compañía de Manuel Vallejo; Los amores de Dido y Eneas; Dejar por amor venganzas, cuyo texto se conserva en una suelta sin año ni lugar de edición; La estrella de Montserrat, publicada en Comedias nuevas escogidas [...]. Duodécima parte (Madrid, 1658), sobre la leyenda de Juan Garín; El legítimo bastardo, aparecida en la Parte treinta y dos de comedias nuevas (Madrid, 1669); Mentir con honra e Historia de la conquista de Sevilla, por el santo rey don Fernando, quizá representada en Sevilla en 1642 con el título de El santo rey don Fernando; El peligro en la amistad, conservada en una edición suelta; El renegado del cielo, representada en Sevilla en 1641 por la compañía de los Cobaleda y en Madrid en 1660 por Jerónimo Vallejo y Renegado, rey y mártir, que se conserva en otra suelta.
De atribución mucho más insegura son las comedias El bandolero Baturi, que aparece con el nombre de Cristóbal de Morales en los archivos del Real Colegio del Corpus Christi y del
Hospital de Valencia; El caballero de Olmedo o la viuda por casar, que en un manuscrito de la Biblioteca Nacional de España con fecha de 1606 aparece como de Lope de Vega, aunque Eduardo Juliá la atribuye a su Cristóbal de Morales; El cerco de Fuenterrabía por el príncipe de Condé, que cita Cayetano Alberto de la Barrera y hoy es desconocida; El honor en el suplicio y prodigio de Cataluña, San Pedro de Armengol, en dos partes, Primera y Segunda, conservada en tres manuscritos de la Biblioteca Nacional de España, aunque en dos se atribuye a José Arroyo, autoría que Eduardo Juliá ha confirmado; y Peor es un tonto que un real de a ocho, conservada en un manuscrito con aprobaciones de 1707 a nombre de Damián de Morales, que la representó en Palacio ese mismo año, aunque C. Alberto de la Barrera dice que en el índice de Francisco Medel del Castillo aparece como anónima y que el librero Quiroga poseía un manuscrito de la misma a nombre de Cristóbal de Morales. Eduardo Juliá le atribuye además, por otra parte, El conde loco, Los naufragios de Leopoldo y El portero de San Pablo.

## Obras

### Lírica
- Contexto triunfal que al desagravio de Cristo Nuestro Señor celebró la iglesia parroquial de la Magdalena de Sevilla (Sevilla, 1636).

### Teatro
- Las academias de amor, 1643.
- Los amores de Dido y Eneas, s. a.
- Dejar por amor venganzas, s. a.
- La estrella de Montserrat, Madrid, 1658.
- El legítimo bastardo, Madrid, 1669
- Mentir con honra e Historia de la conquista de Sevilla, por el santo rey don Fernando ¿1642?
- El peligro en la amistad, s. a.
- El renegado del cielo, 1641.
- Renegado, rey y mártir, s. a.